# Tyro (Caroline du Nord)
Tyro est une census-designated place américaine située dans le comté de Davidson (Caroline du Nord) dans l'État de Caroline du Nord. En 2010, sa population était de 3 879 habitants.

## Source de la traduction
- (en) Cet article est partiellement ou en totalité issu de l’article de Wikipédia en anglais intitulé « Tyro, North Carolina » (voir la liste des auteurs).